# Alexandru Barba
Alexandru Barba (Boekarest, 26 juli 1995) is een Roemeens acteur.
Hij heeft in diverse films en televisieseries gespeeld, zoals:

## Films
- Nature Unleashed Tornado als Yong Josh (2004)
- Blood and Chocolate als Little boy (2007)

## Tv-series
- Lacrimi de Iubire als Lonut (2006)
- Om sarac, om bogat als Danut Prodan (2006)